# Chersodromia speculifera
Chersodromia speculifera är en tvåvingeart som beskrevs av Walker 1851. Chersodromia speculifera ingår i släktet Chersodromia och familjen puckeldansflugor. Arten har ej påträffats i Sverige. Inga underarter finns listade i Catalogue of Life.